# ロシア・プロレタリア音楽家同盟
ロシア・プロレタリア音楽家同盟（RAPM）（ロシア語:РАПМ - Российская Ассоциация Пролетарских Музыкантов, 英語:RAPM - Russian Association of Proletarian Musicians）は、ソビエト連邦時代に存在した音楽家のグループである。
1923年に創設された。RAPMにとって音楽はプロレタリアートを教育する手段だった。したがって音楽は単純明快で大衆に理解される必要があり、国家を称賛する内容があればさらに望ましいと考えられた。そのため、実験的で西ヨーロッパ諸国の現代音楽を積極的に取り入れた現代音楽協会（ACM）を激しく攻撃した。やがてRAPMの反形式主義（あるいは反知性主義）はソ連の文化生活に浸透していき、最終的にソ連政府はACMの路線を否定した。
RAPM自体は1932年に解散し、ソビエト連邦作曲家同盟が新たに創設された。